# NASA
|  | Per a altres significats, vegeu «Nasa (desambiguació)». |

La National Aeronautics and Space Administration (NASA; en català: ‘Administració Nacional d'Aeronàutica i l'Espai’) és l'agència governamental dels Estats Units fundada el 1958 responsable del programa espacial, investigació i exploració espacial.

## Història

### Carrera espacial

Logo NASA (cuc)

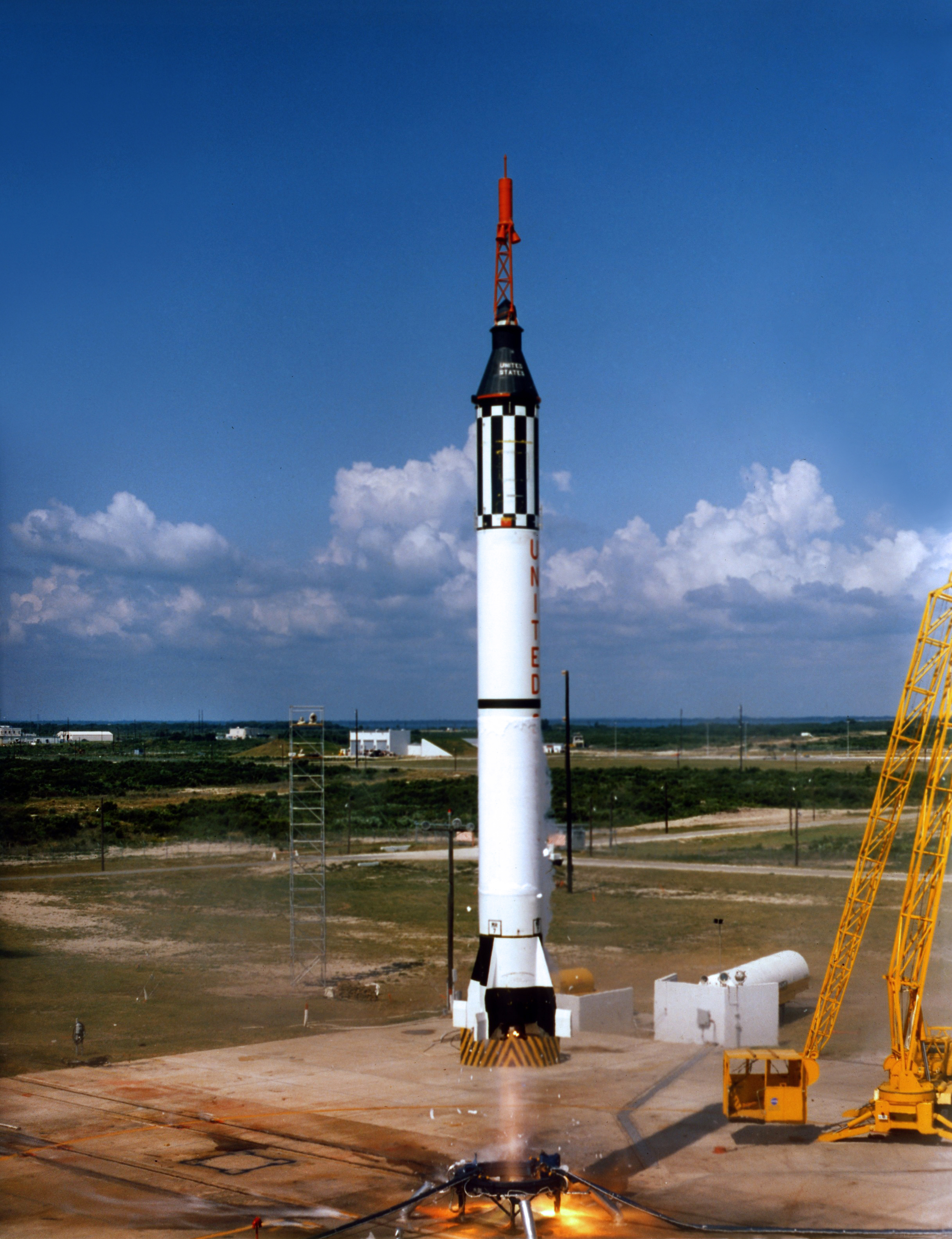
5 de Maig de 1961 llançament del coet Redstone amb la càpsula Liberty 7 del Projecte Mercuri amb Alan Shepard Jr. En el primer vol suborbital. Per a llançar les missions orbitals del Projecte Mercuri es va usar el coet Atles.

El programa espacial soviètic va llançar el primer satèl·lit artificial del món (Spútnik 1) el 4 d'octubre de 1957, i això va portar als Estats Units a fer els seus propis esforços en eixe camp. El Congrés dels Estats Units ho va percebre com una amenaça a la seguretat americana i el President Eisenhower i els seus consellers després de diversos mesos de debat van prendre l'acord de fundar una nova agència federal que dirigira tota l'activitat espacial no militar.
El 29 de juliol de 1958, el President Eisenhower va firmar la Llei que funda la NASA (la National Aeronautics and Space Act). Es va posar en funcionament l'1 d'octubre de 1958 amb quatre laboratoris i uns 8.000 empleats.
Els primers programes de la NASA van anar cap a posar una nau tripulada en òrbita i això es va fer davall la pressió de la competició entre els EUA i l'URSS en la denominada carrera espacial que es va produir durant la Guerra Freda. El programa de Mercuri, va començar en 1958, i la NASA iniciava el camí d'exploració de l'espai amb l'objectiu de descobrir si l'home podia sobreviure en l'espai exterior. El 5 de maig de 1961, astronauta Alan B. Shepard Jr. va ser el primer americà en l'espai en pilotar la nau Freedom 7 en un vol de suborbital de 15 minuts. John Glenn el 20 de febrer de 1962 es va convertir en el primer americà a orbitar la Terra durant un vol de 5 hores amb la nau Friendship 7 que va donar 3 voltes a la Terra

### El Programa Gemini
Una vegada el Programa Mercuri havia demostrat que el vol tripulat era possible, el Programa Apollo havia d'intentar fer el fantàstic treball de posar a animals al voltant de la Lluna. El 25 de maig de 1961 el President John F. Kennedy va anunciar que els Estats Units havia de comprometre's a «posar un home a la Lluna i tornar-lo a la Terra abans de 1970». Així el Programa Apollo tenia com a objectiu fer que l'home aterrara a la Lluna. El programa Gemini va ser concebut per a provar les tècniques necessàries per al projecte Apollo les missions de les quals eren molt més complicades. Així el programa tripulat Gemini va començar amb el Gemini III el 21 de març de 1965 i va acabar amb el Gemini 12 l'11 de novembre de 1966. Edward White, que posteriorment va morir en l'accident de l'Apollo 1, amb Gemini 4 va fer el 3 de juny de 1965 el primer passeig espacial d'un americà. El 15 de desembre de 1965 els Gemini 6 i 7 animals
 per dos astronautes cada un, van fer una primera cita espacial aproximant les naus fins a 1,8 metres. El vol del Gemini 7 va tenir una duració de dues setmanes, temps que s'estima necessari per a les missions Apollo, per a anar i tornar i la permanència en el satèl·lit de la Terra. El 16 de març de 1966 la nau Gemini 8 tripulada per David Scott i Neil Armstrong, que després serà el primer home a trepitjar la Lluna, van atracar la nau al coet Atlas-Agena 8 i preparar la maniobra d'atracada entre el mòdul lunar i la nau Apollo.

### El programa Apollo

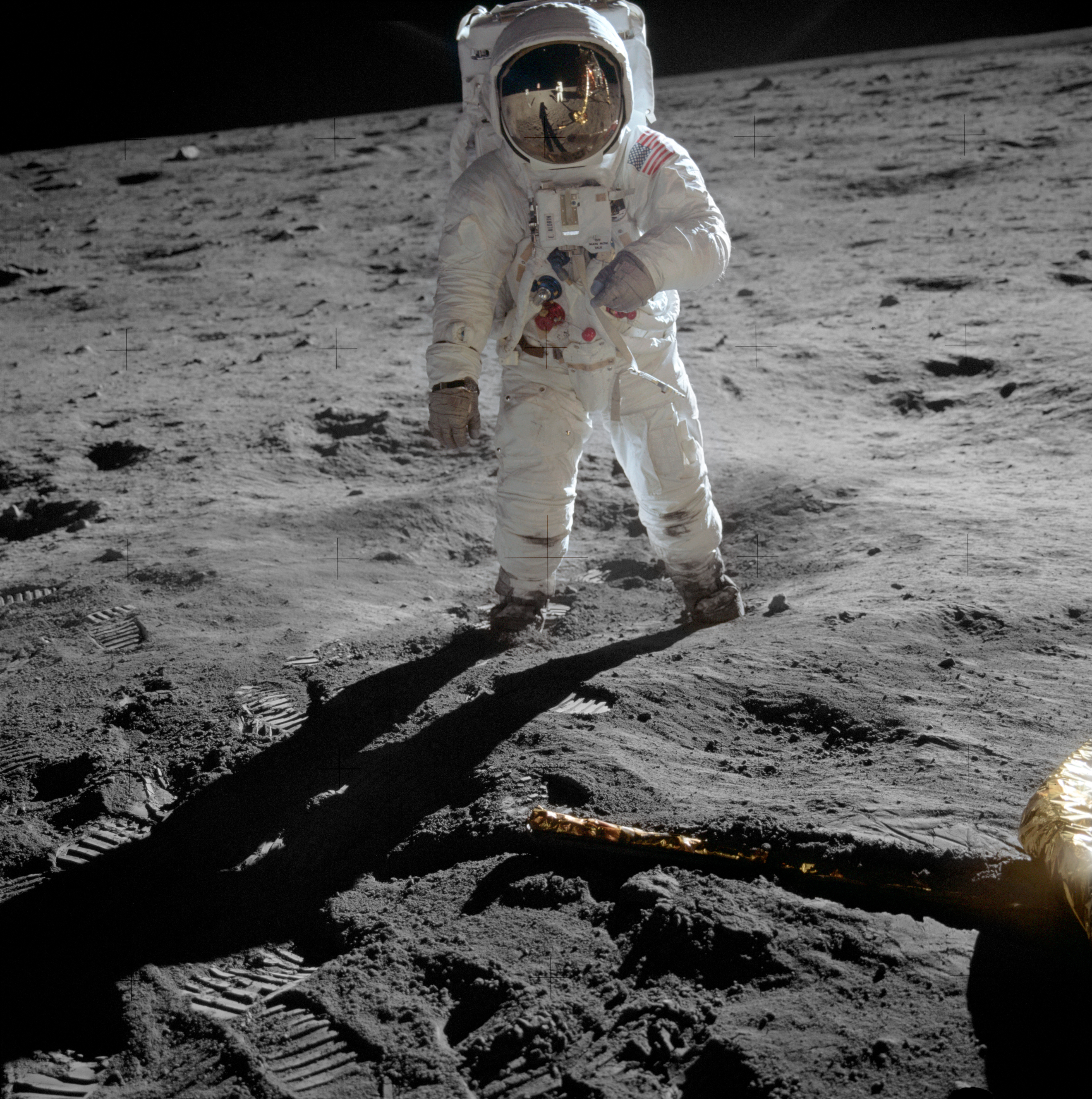
Buzz Aldrin camina sobre la superfície de la Lluna durant la missió Apollo 11.

Després de vuit anys de missions preliminars, incloent-hi la primera pèrdua d'astronautes per part de la NASA, amb l'Apollo 1, un foc a la rampa de llançament, el programa va atènyer les metes amb Apollo 11 què va aterrar amb Neil Armstrong i Edwin Aldrin a la superfície de la Lluna el 20 de juliol de 1969 i els va tornar sans a la Terra el 24 de juliol. Les primeres paraules d'Armstrong en posar el peu sobre la Lluna van ser: «[És] un petit pas per a l'home, però un gran pas per a la humanitat». Deu homes més formarien la llista d'astronautes a xafar la Lluna quan es va terminar anticipadament el programa amb l'Apollo 17, al desembre de 1972.
La NASA havia guanyat la carrera espacial i en algun sentit açò la va deixar sense objectius, amb una menor atenció pública i sense suscitar l'interès per a garantir els grans pressupostos del Congrés. Ni el desastre de Apollo 13, on l'explosió d'un tanc d'oxigen va condemnar els tres astronautes, a renunciar a viatjar a la Lluna va poder tornar a atraure l'atenció. Les missions posteriors de l'Apollo 17 (estaven planificades missions fins a l'Apollo 20) van ser suspeses. Els retalls del pressupost (en part a causa de la Guerra de Vietnam) va provocar la fi del programa. Els tres Saturn V no utilitzats, van anar per al desenvolupament del primer laboratori americà en òrbita el Skylab i les idees van anar en la línia de desenvolupar un vehicle espacial reutilitzable com el transbordador espacial.

### Altres primeres missions no tripulades
Encara que la immensa majoria del pressupost de NASA s'ha gastat en els vols humans tripulats, hi ha hagut moltes missions del no tripulades promogudes per l'agència espacial. El 1962 el Mariner 2 va ser la primera nau espacial a fer un sobrevol pròxim a un altre planeta, en aquest cas Venus. Els programes Ranger, Surveyor, i Lunar Orbiter eren essencials per avaluar les condicions lunars abans d'intentar el vol tripulat del programa Apollo. Després, les dues sondes Viking que van aterrar a Mart i que van enviar a la Terra les primeres imatges des de la superfície d'un planeta. Potser més impressionant eren els programes Pioneer 10 i 11 i Voyager 1 i 2 missions que van visitar Júpiter, Saturn, Urà i Neptú i que van enviar impressionants imatges en color dels planetes i la majoria dels satèl·lits.

### Cooperació entre els EUA i la Unió Soviètica
Com que la Unió Soviètica havia la cursa espacial, van cercar un acostar-se als Estats Units. El 17 de juliol de 1975 un Apollo (trobant un nou ús després de la cancel·lació de Apollo 18) es va adaptar a un Soiuz soviètic en la missió Apollo-Soiuz. Per això va caldre dissenyar un mòdul intermedi i acostar la tecnologia de les dues nacions. Encara que la Guerra Freda duraria molts més anys, aquest era un punt crític en la història de NASA i el principi de la col·laboració internacional en l'exploració espacial. Després van venir els vols del transbordador a l'estació soviètica Mir, vols d'americans en la Soiuz i de russos en el transbordador i la col·laboració d'ambdues nacions i altres més en la construcció de l'Estació Espacial Internacional(ISS).

### L'era dels transbordadors
El Transbordador espacial va ser el programa espacial favorit de la NASA a la darreria dels anys setanta i els anys vuitanta. Planejat tant els dos coets llançadors i el transbordador com reutilitzables, es van construir quatre transbordadors. El primer a ser llançat va ser el Columbia el 12 d'abril de 1981.

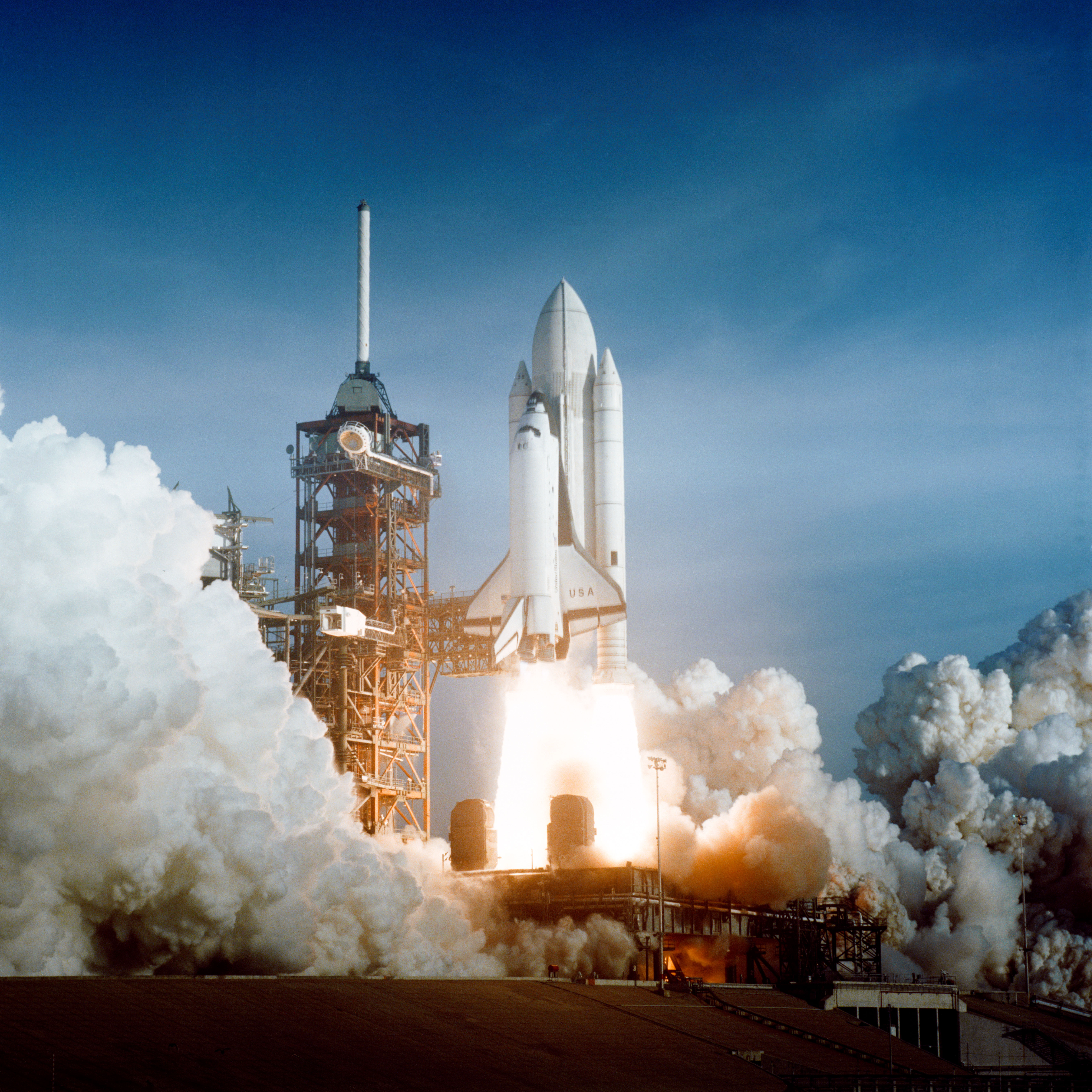
Transbordador Columbia, l'abril de 1981

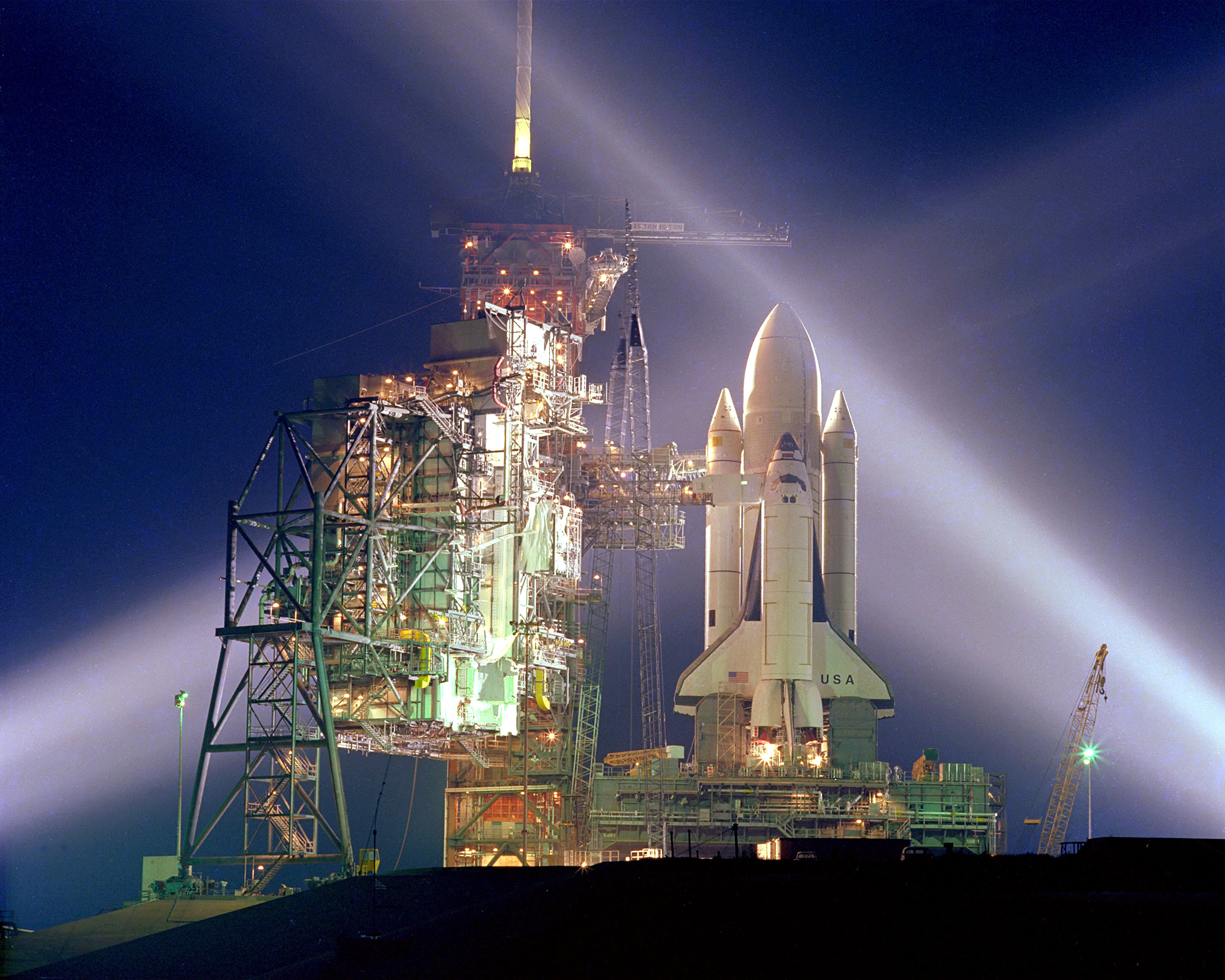
Transbordador Columbia a la plataforma de llançament.

Però els vols del transbordador eren molt més cars del que inicialment estava projectat, i l'any 1986 el desastre del Challenger va recordar els riscs que comportava l'exploració espacial. El vol STS-51-L era la culminació d'una campanya de publicitat de la NASA A teacher in the space literalment «un mestre a l'espai», on viatjava per primer cop un civil. Això comportava que l'esdeveniment era televisat en directe i que milions d'espectadors van contemplar per primer cop com una nau tripulada de la NASA es perdia amb tota la tripulació. L'accident va tenir la flota varada durant dos anys, mentre es millorava la seguretat de forma.
En tornar al servei, el transbordador s'ha fet servir per a posar en òrbita projectes de molta importància com el Telescopi Espacial Hubble (HST). El HST es va crear amb un pressupost relativament baix de dos mil milions de dòlars, però ha continuat funcionament des que 1990 i ha meravellat a científics i al públic. Algunes de les imatges s'han convertit en llegendàries, com les imatges de Camp Profund. El HST és un projecte conjunt entre l'ESA i la NASA, i el seu èxit ha ajudat en una major col·laboració entre les agències.
Durant la majoria de la dècada de 1990, la NASA es va enfrontar amb una reducció dels pressupostos anuals pel congrés a Washington. Per a respondre a aquest repte, el novè administrador de la NASA, Daniel S. Goldin, va inventar missions barates davall el lema més ràpid, més bo, més barat que li va permetre a la NASA retallar els costos mentre es mamprenien una ampla varietat de programes espacials. Aquest mètode va ser criticat i va portar en 1999 a les pèrdues de les naus bessones de l'exploració de Mars Climate Orbiter i Mars Polar Lander.
L'any 1995 la cooperació entre la NASA i Roskosmos es va fer evident quan es van començar a fer missions entre els transbordadors i la Mir. Originalment la Mir no era preparada per poder acoblar-se al transbordador americà. Es va haver d'adaptar un mòdul que l'antic programa espacial soviètic havia preparat pel seu transbordador Buran. Roskosmos també va aprofitar l'ocasió per ampliar la Mir, llançant un altre mòdul adaptat com a dormitoris pels astronautes americans.
L'any 1997 la Mir va patir un incendi que va posar en evidència les deficiències de seguretat de la Mir. Per aquest motiu, es va decidir d'acord mutu que els Estats Units i Rússia construirien una nova estació. A l'esforç s'hi van sumar l'ESA, la JAXA i també Canadà. L'any següent començava la construcció de l'estació, sent llançat el primer mòdul. Durant la construcció, el transbordador tenia un paper crucial, donat que podia transportar càrregues més voluminoses i pesades que els Proton russos o els Ariane europeus.
Malauradament, el programa de transbordadors patiria un segon accident l'any 2003. Durant un llançament del transbordador insígnia, el Columbia, aquest va rebre un cop en una ala que fer un forat en l'escut tèrmic. Es va decidir continuar la missió, fent cas omís als informes de danys. Durant la reentrada, el vehicle es va desintegrar i es va perdre amb tota la tripulació.
Després del segon accident, el president nord-americà George W. Bush va anunciar la retirada dels transbordadors tan bon punt l'estació espacial internacional es considerés acabada. Els motius eren principalment el cost que tenia revisar i reparar els vehicles, amb tots els efectes que tenia en la seguretat dels tribunals;
 a més a més de desconfiar amb el comitè de presa de decisions de la NASA, donat que es va demostrar que en les decisions crucials en les dues missions fallides no es va tenir en compte els enginyers.
Finalment, l'any 2011 l'últim transbordador va aterrar per darrera vegada i el programa STS es va tancar.

### Mart i més enllà[Cal actualitzar]
Probablement la missió amb més èxit de públic en els últims anys (1997) ha sigut el Mars Pathfinder. Els diaris de tot el món van publicar imatges del robot Sojourner que es desplaçava per a explorar la superfície de Mart. Des de 1997 el Mars Global Surveyor ha orbitat Mart amb un èxit científic innegable. Des de 2001, l'orbitador Mars Odyssey ha cercat proves d'aigua en un passat o present i proves d'activitat volcànica al planeta roig.
El 2004 una missió científicament més ambiciosa va portar a dos robots Spirit i Opportunity que van aterrar en dues zones de Mart diametralment oposades a analitzar les roques a la recerca d'aigua i sembla que van trobar vestigis d'un antic mar o llac salat.
El 14 de gener de 2004, deu dies després de l'aterratge de Spirit, el President George W. Bush va anunciar el futur de l'Exploració espacial. La humanitat tornarà a la lluna en 2020 com a pas previ a un viatge tripulat a Mart. El transbordador espacial es va retirar el 2010 i va ser reemplaçat el 2014, pel Crew Exploration Vehicle capaç d'atracar a la ISS i deixar l'òrbita de la Terra. El futur de l'ISS és un poc incert, després de l'explosió del Columbia l'1 de març de 2003, i la parada dels vols del Transbordador. La construcció es completarà, però el més enllà no és clar.
El 2016, la NASA va anunciar el mes d'agost que tota publicació d'investigacions científiques que financen seria a partir d'aleshores d'accés gratuït a la base de dades PubSpace. Se n'exclouen les patents i els materials que afecten la privacitat o la seguretat.

## Missions espacials tripulades
- El Programa Mercury
- El Programa Gemini
- El Programa Apollo
- Skylab
- El Transbordador espacial
- L'Estació Espacial Internacional
- STS-119.
- La Missió Artemis

## Missions espacials no tripulades
- Les missions a la Lluna
  - El Programa Ranger
  - El Programa Surveyor
  - El Programa Lunar Orbiter
  - La missió Clementine
  - Lunar Prospector
- Les missions a Mercuri
  - Mariner 10
  - MESSENGER
- Les missions a Venus
  - Mariner 2, 5 i 10
  - Pioneer Venus
  - Magallanes
- Les missions a Mart
  - Mariner 4, 6, 7, 8 i 9
  - Viking 1 i 2
  - Mars Observer
  - Mars Pathfinder
  - Mars Climate Orbiter
  - Mars Polar Lander
  - Mars Global Surveyor
  - Mars Odyssey
  - Spirit i Opportunity
- Les missions a Júpiter
  - Pioneer 10 i 11
  - Voyager 1 i 2
  - Galileu
- Les missions a Saturn
  - Voyager 2
  - Cassini-Huygens
- Les missions a Asteroides i Cometes
  - Deep Impact
  - Near
  - Stardust
- Missions solars 
  - SOHO
  - Ulysses
- Els Observatoris per a Astrofísica Espacial 
  - Telescopi Espacial Hubble
  - Missió Kepler
  - Compton Ray Observatory Gamma
  - Observatori Chandra
  - Telescopi Espacial Spitzer
  - COBE
  - IRAS

## Llista d'administradors
1. T. Keith Glennan (1958-1961)
2. James E. Webb (1961-1968)
3. Thomas O. Paine (1969-1970)
4. James C. Fletcher (1971-1977)
5. Robert A. Frosch (1977-1981)
6. James M. Beggs (1981-1985)
7. James C. Fletcher (1986-1989)
8. Richard H. Truly (1989-1992)
9. Daniel S. Goldin (1992-2001)
10. Sean O'Keefe (2001-2005)
11. Michael Griffin (2005–2009)
12. Charles Bolden (2009-2017)
13. Jim Bridenstine (2018-2021)
14. Bill Nelson (2021-)

## Instal·lacions
A més de l'oficina principal a Washington, D.C., NASA té les instal·lacions següents:
- Ames Research Center, Moffett Field, Califòrnia
- Dryden Flight Research Center, Edwards (Califòrnia)
- Glenn Research Center, Cleveland, Ohio
- Goddard Space Flight Center, Greenbelt (Maryland)
- Goddard Institute for Space Studies, Nova York
- Independent Verification and Validation Facility, Fairmont (Virgínia de l'Oest)
- Wallops Flight Facility, Wallops Island, Virgínia
- Jet Propulsion Laboratory, prop de Pasadena (Califòrnia)
- Estacions de la Xarxa d'espai profund:
  - Goldstone Deep Space Communications Complex, Barstow (Califòrnia)
  - Madrid Complex de Comunicacions de l'espai profund, Madrid, Espanya
  - Canberra Deep Space Communications Complex, Canberra, Austràlia
- Lyndon B. Johnson Space Center, Houston, Texas
- White Sands Test Facility, Las Cruces, Nou Mèxic
- John F. Kennedy Space Center al Cap Canaveral, Florida
- Langley Research Center, Hampton (Virgínia)
- George C. Marshall Space Flight Center, Huntsville, Alabama
- Michoud Assembly Facility, Nova Orleans, Louisiana
- John C. Stennis Space Center, Bay St. Louis, Mississipi